# Music from The Body
Music from The Body — экспериментальный студийный альбом Роджера Уотерса и Рона Гизина, который представлял собой саундтрек к фильму Роя Баттерсби The Body.

## История
Материал для данного альбома был написан в сотрудничестве между Рон Гизином и участником Pink Floyd Роджером Уотерсом. При записи альбома использовалась «биомузыка», в том числе звуки, издаваемые человеческим телом (шлепки, дыхание, смех, шёпот, метеоризм и т. п.), в дополнение к более традиционным инструментам: гитаре, фортепиано и струнным.
Этот альбом создавался в промежутке между записями альбомов Ummagumma и Atom Heart Mother; в записи заглавного трека последнего также принял участие Гизин в качестве соавтора.
Ребёнок, которого можно услышать на первом треке, это сын Рона Гизина — Джо.
В записи финального трека альбома, песне «Give Birth to a Smile», приняли участие все четыре члена Pink Floyd плюс Гизин на фортепиано, хотя Дэвид Гилмор, Ник Мэйсон и Ричард Райт не были обозначены на конверте.
«Give Birth to a Smile» также содержит женский бэк-вокал. В альбоме не было указано что это были за певицы, и ни Уотерс, ни Гизин, ни какие-либо книги, посвящённые группе, никогда не приводили их имён.
Обложка альбома демонстрирует трехмерную прозрачную анатомическую модель человека (Transparent Anatomical Manikin), созданную в учебных медицинских целях.
Следующий альбом Роджера Уотерса, The Pros and Cons of Hitch Hiking, выйдет только в 1984 году.

## Список композиций
Автор материала — Рон Гизин, кроме отмеченного:
сторона А
1. «Our Song» (Гизин/Уотерс) — 1:24
2. «Sea Shell and Stone» (Уотерс) — 2:17
3. «Red Stuff Writhe» — 1:11
4. «A Gentle Breeze Blew Through Life» — 1:19
5. «Lick Your Partners» — 0:35
6. «Bridge Passage for Three Plastic Teeth» — 0:35
7. «Chain of Life» (Уотерс) — 3:59
8. «The Womb Bit» (Гизин/Уотерс) — 2:06
9. «Embryo Thought» — 0:39
10. «March Past of the Embryos» — 1:08
11. «More Than Seven Dwarfs in Penis-Land» — 2:03
12. «Dance of the Red Corpuscles» — 2:04

сторона Б
1. «Body Transport» (Гизин/Уотерс) — 3:16
2. «Hand Dance — Full Evening Dress» — 1:01
3. «Breathe» (Уотерс) — 2:53
4. «Old Folks Ascension» — 3:47
5. «Bed-Time-Dream-Clime» — 2:02
6. «Piddle in Perspex» — 0:57
7. «Embryonic Womb-Walk» — 1:14
8. «Mrs. Throat Goes Walking» — 2:05
9. «Sea Shell and Soft Stone» (Гизин/Уотерс) — 2:05
10. «Give Birth to a Smile» (Уотерс) — 2:49

## Участники записи
- Роджер Уотерс — бас-гитара, вокал, акустическая гитара, вокализации
- Рон Гизин — гитара, виолончель, орган Хаммонда, фисгармония, фортепиано, банджо, мандолина, различные струнные инструменты, вокализации
- Хафлиди Халльгримссон — виолончель
- Дэвид Гилмор — электрогитара («Give Birth to a Smile»)
- Ник Мэйсон — ударные («Give Birth to a Smile»)
- Ричард Райт — орган Хаммонда («Give Birth to a Smile»)
- безымянная женская вокальная группа («Give Birth to a Smile»)